# Carlo Pietrangeli
Carlo Pietrangeli (Roma, 20 ottobre 1912 – Roma, 23 giugno 1995) è stato un archeologo e museologo italiano, direttore dei Musei Vaticani.

## Biografia
Nato in una famiglia di origine umbra, figlio di Antonio Giuseppe e di Maria Antonelli, all'Università La Sapienza Carlo Pietrangeli si laureò in Lettere nel 1934, con l’archeologo Giulio Quirino Giglioli, con una tesi in topografia dell’Italia antica. Dal 1933 al 1937, come vicesegretario generale, collaborò alla preparazione della Mostra Augustea della Romanità.

### Funzionario del Comune di Roma e docente
Nel 1939 entrò nella Ripartizione X del Comune di Roma (Antichità e Belle Arti). Nel 1943 sposò Laetitia Angeli Nieri Mongalli, anch'ella di origini umbre, dalla quale ebbe Maria Laura, Giovanni, Filippo e Giuseppe.
Dal 1969 fu ispettore capo del Servizio musei, poi vicesoprintendente ai Musei e gallerie e dal febbraio 1972 al 1977 soprintendente ai Musei, gallerie, monumenti e scavi. Dal 1955 fu libero docente di Topografia dell’Italia antica, nella facoltà di Lettere della Sapienza e assistente a  Restauro, presso la facoltà di Architettura.

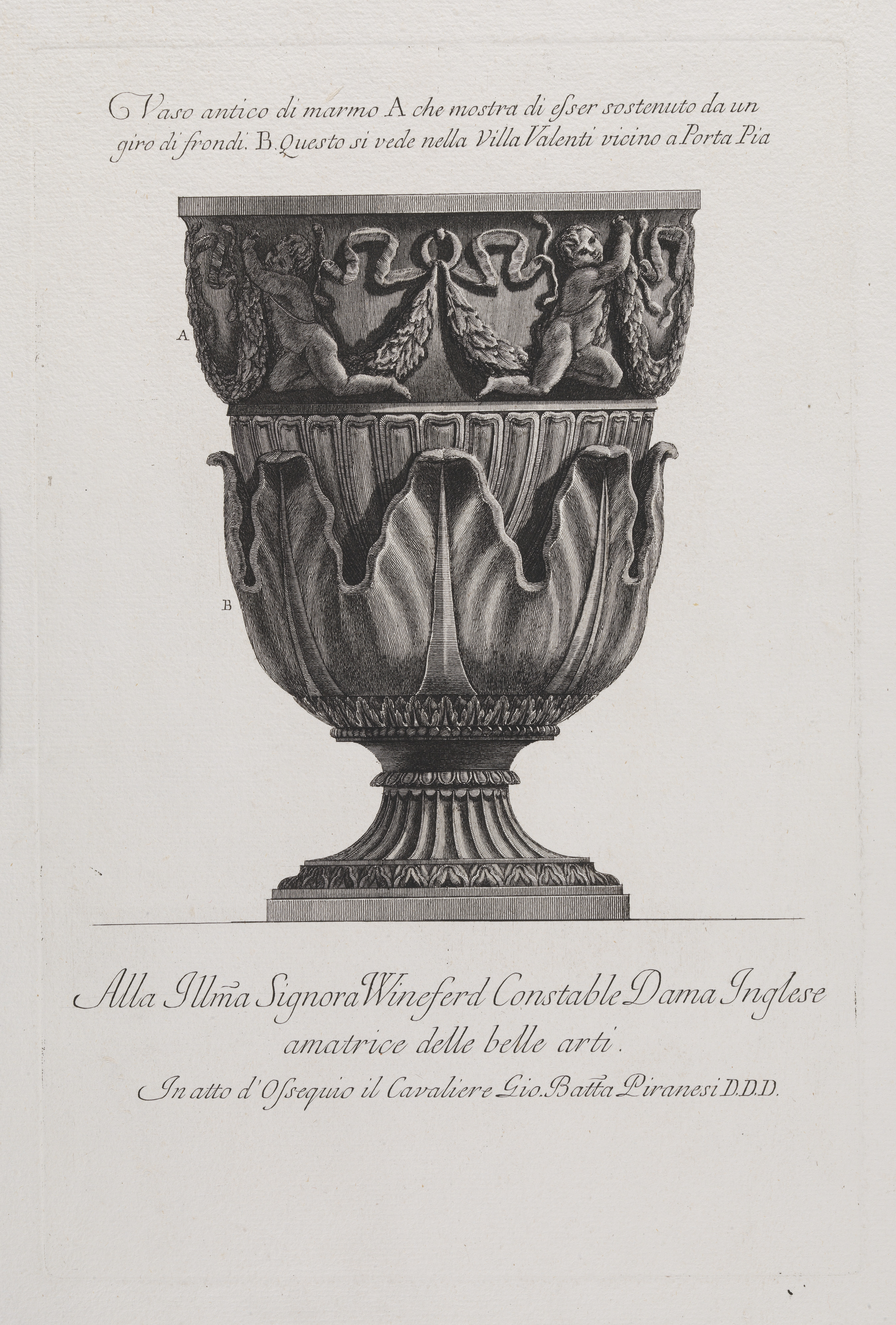
Vaso di marmo, incisione di G. B. Piranesi.

Collaborò alla sistemazione del Museo Barracco nella nuova sede, della Protomoteca (1949)  e del Braccio nuovo dei Musei capitolini. Collaborò quindi alla creazione del Museo della civiltà romana e dell'Antiquarium del Foro di Augusto, alla nuova sistemazione della Pinacoteca capitolina, a quella del Museo di Roma a palazzo Braschi, del Gabinetto comunale delle stampe e alla creazione dell’Archivio fotografico comunale. Promosse restauri del palazzo dei Conservatori. La Soprintendenza comunale, durante la sua dirigenza, contribuì alla realizzazione di mostre, fra le quali: il Seicento Europeo (1956),  il Settecento a Roma (1959),  i Tesori di arte sacra di Roma e del Lazio (1975).

### Ai Musei Vaticani
Nel 1978 divenne direttore generale dei Monumenti, musei e gallerie pontificie, succedendo a Deoclecio Redig de Campos. Organizzò la mostra The Vatican collections. The papacy and art, presso il Metropolitan Museum di New York, nel 1982. Rirstrutturò o ampliò le sezioni Gregoriano etrusco ed Egizio. Nella Pinacoteca Vaticana inaugurò una nuova sala per le icone bizantine e un'altra per accogliere i modelli di Gian Lorenzo Bernini per la basilica di San Pietro. Diresse il restauro degli affreschi di Michelangelo nella Cappella Sistina, dal 1980 al 1994.
Il restauro della Sistina è stato fondamentale, per gli studi sulla tecnica dell'affresco nel Cinquecento e per i colori usati da Michelangelo. Il Giudizio Universale fu inaugurato da Giovanni Paolo II l'8 aprile 1994.
Il suo studio I Musei Vaticani. Cinque secoli di storia, resta un fondamentale riferimento per gli studiosi.

### Altre attività
Nel 1948 Carlo Pietrangeli era stato uno dei fondatori dell'Associazione degli amici dei musei di Roma che pubblica il Bollettino dei musei comunali di Roma e ha editato le collane Guide rionali di Roma e Chiese di Roma illustrate. 
Della Pontificia accademia romana di archeologia è stato presidente dal 1974 al 1982, poi dal 1991 sino alla morte. Socio della Società romana di storia patria, dell'Associazione Italia-Francia, della Pontificia Accademia dei virtuosi al Pantheon, dell'Accademia di San Luca.
Ai Musei Capitolini è conservato un Archivio Pietrangeli, con sue carte di funzionario prima, di direttore poi della X Ripartizione del Comune. All'Archivio Storico dei Musei Vaticani sono depositate Carte Pietrangeli, riguardanti la sua attività di direttore generale. Al Museo di Roma (Palazzo Braschi) si conserva un Archivio Carlo Pietrangeli con carte private di studio.

## Onorificenze e riconoscimenti

### Onorificenze italiane
- Premio Cultori di Roma 1990, conferito da Comune di Roma.
- Ad Otricoli, dal 2006 lo ricorda una lapide in Comune. Nel 2007 è stata intitolata a Carlo Pietrangeli parte del giardino del laghetto dell'EUR, a Roma.
- Una Tavola rotonda, in Campidoglio, 20 giugno 1996, è stata a lui dedicata.[5]

## Scritti
Una bibliografia parziale di Pietrangeli, circa 500 fra libri e articoli sparsi su riviste scientifiche, tra cui Capitolium e Spoletium, e con la ristampa di alcuni articoli, è in appendice aː  A. Cipriani, D. Gallavotti Cavallero, P. Liverani (a cura di), Scritti scelti di Carlo Pietrangeli, Roma, Quasar, 1995, SBN UR10005792. pp. 647–662.
- Carlo Pietrangeli, Spoletium (Spoleto). Regio VI, Umbria, Roma, Istituto di studi romani, 1939.
- Carlo Pietrangeli, Monumenti paleocristiani di Otricoli, in Rivista di archeologia cristiana, Roma, per cura della Pont. Commissione di archeologia sacra e del Pontificio Istituto di archeologia cristiana, 1941, SBN RAV0100942.
- Carlo Pietrangeli, Ocriculum (Otricoli), Roma, Reale istituto di studi romani, 1943, SBN RMR0012793.
- Carlo Pietrangeli, Insegne e stemmi dei rioni di Roma, in Capitolium. Rassegna di attività municipali, anno XXVIII, n. 6, Roma, Tumminelli - Istituto Romano di Arti Grafiche, 1953.
- Carlo Pietrangeli (a cura di), Piazza del Campidoglio, Milano, Domus, 1955, SBN LO10394682. Fotografie di Bruno Stefani.
- Carlo Pietrangeli e Guglielmo De Angelis d'Ossat (a cura di), Il Campidoglio, Firenze, Sansoni, 1966, SBN NAP0089131.
- Carlo Pietrangeli, I Musei Vaticani: cinque secoli di storia, Roma, Quasar, 1985, SBN RAV0139992.
- Carlo Pietrangeli (a cura di), La Basilica di San Pietro, Firenze, Nardini, 1990, SBN CFI0150644.